# Coloradský incident s balónem

Colorado.

Ke coloradskému incidentu s balónem, který přilákal celosvětovou pozornost médií, došlo 15. října 2009. Řada televizních stanic přerušila standardní vysílání přímým přenosem letu stříbrného podomácku vyrobeného balónu naplněného heliem a tvarem připomínajícího UFO, který se vznášel nad Coloradem ve výšce až 4500 metrů. 
Původní zprávy hovořily o tom, že na jeho palubě je šestiletý chlapec, který údajně vlezl do balónu na zahradě svých rodičů a shodou okolností vzlétl. Po několika desítkách minut letu balón měkce dosedl na pole, ale bez chlapce na palubě. Dle dalších zpráv během letu od balónu odpadl neurčený předmět, což ještě zvýšilo obavy o chlapcův osud. Pohřešovaný chlapec, Falcon Heene, byl nakonec nalezen skrývající se v krabici ve svém domě. V rozhovoru s tiskem prohlásil, že "to udělali kvůli show", čímž podpořil spekulace, že ve skutečnosti nešlo o nešťastnou náhodu, ale o předem promyšlený plán.
Dne 15. července 2025 měl premiéru dokument na Netflixu s názvem "Totální provar: Kluk z balónu", ve kterém je celý incident popisován.